# Конрад Емілі
Емілі Конрад (нар. 5 серпня 2007) — українська фехтувальниця на шпагах, чемпіонка Європи серед кадетів, юніорів та молоді.

## Життєпис
Народилася 5 серпня 2007 року в Києві. Її мати, Наталія Конрад, колишня фехтувальниця, чемпіонка світу та Європи з фехтування на шпагах.

## Спортивна кар'єра
У 2024 році, на чемпіонаті Європи серед юніорів вийшла у фінал, де поступилася Анні Максименко. Окрім цього разом з Максименко, Аліною Дмитрук та Олександрою Романовою стала чемпіонкою в командних змаганнях.
На чемпіонаті світу, який проходив в Ер-Ріяд виграла бронзову медаль в індивідуальних змаганнях кадетів, а також стала п'ятою серед юніорів.